# Petit Palais

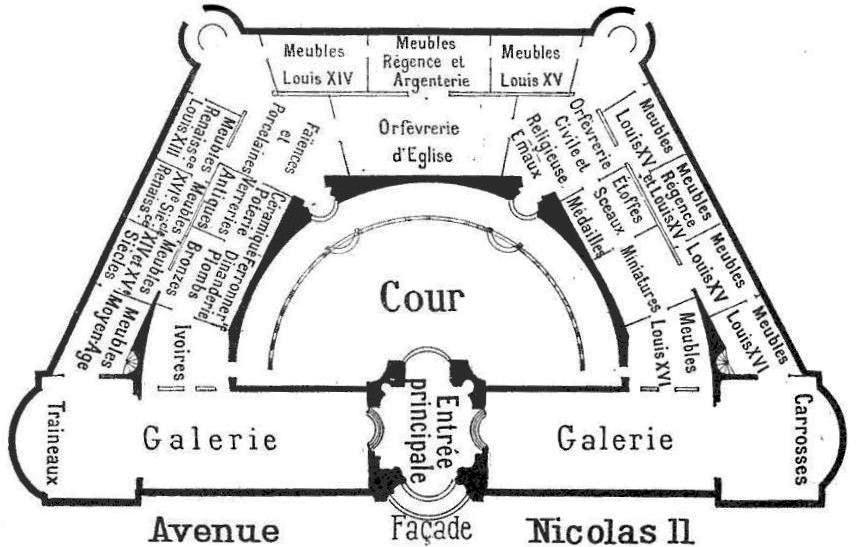
Planimetria del Petit Palais all'epoca dell'Expo 1900.

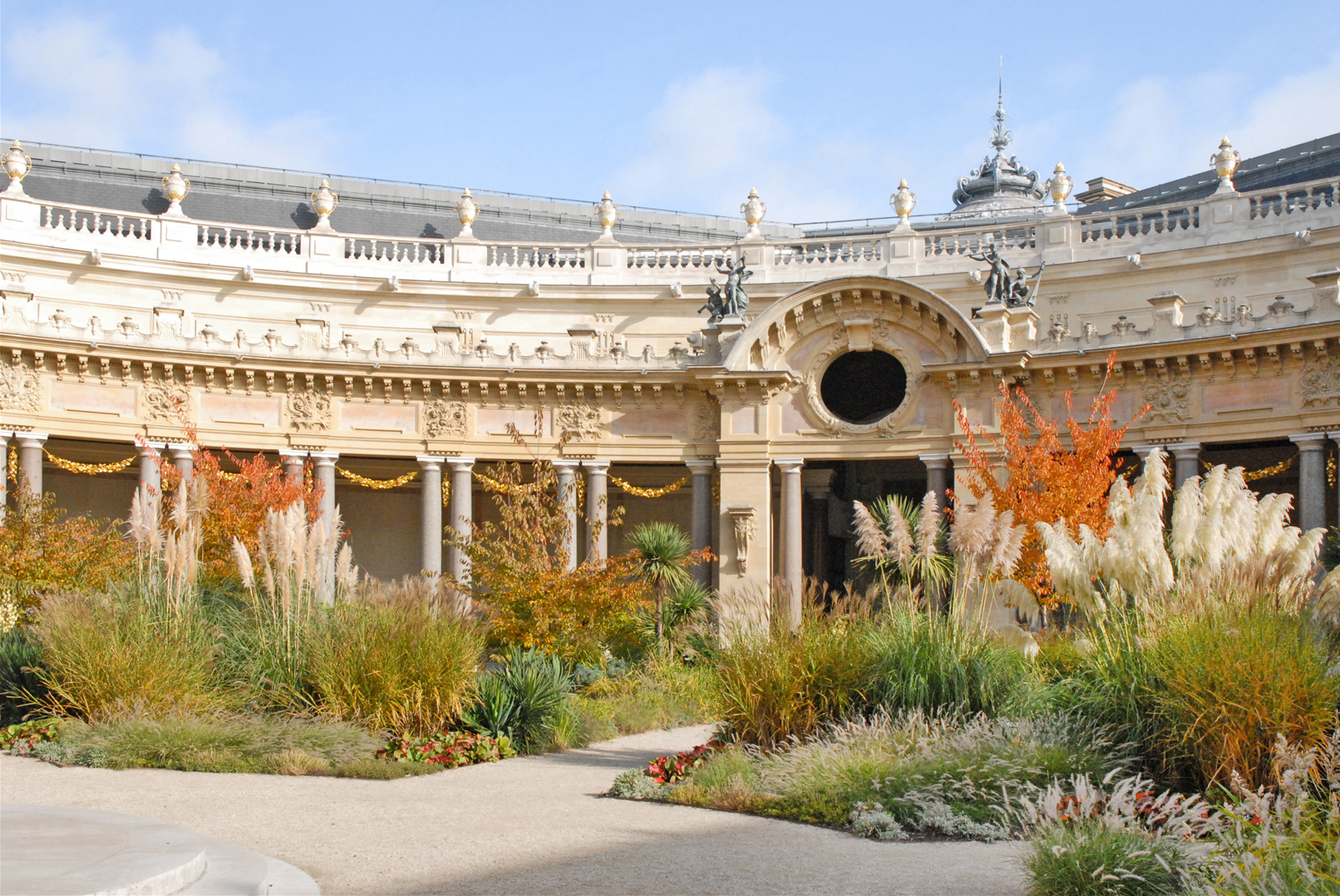
La corte interna del Petit Palais in autunno, 2010.

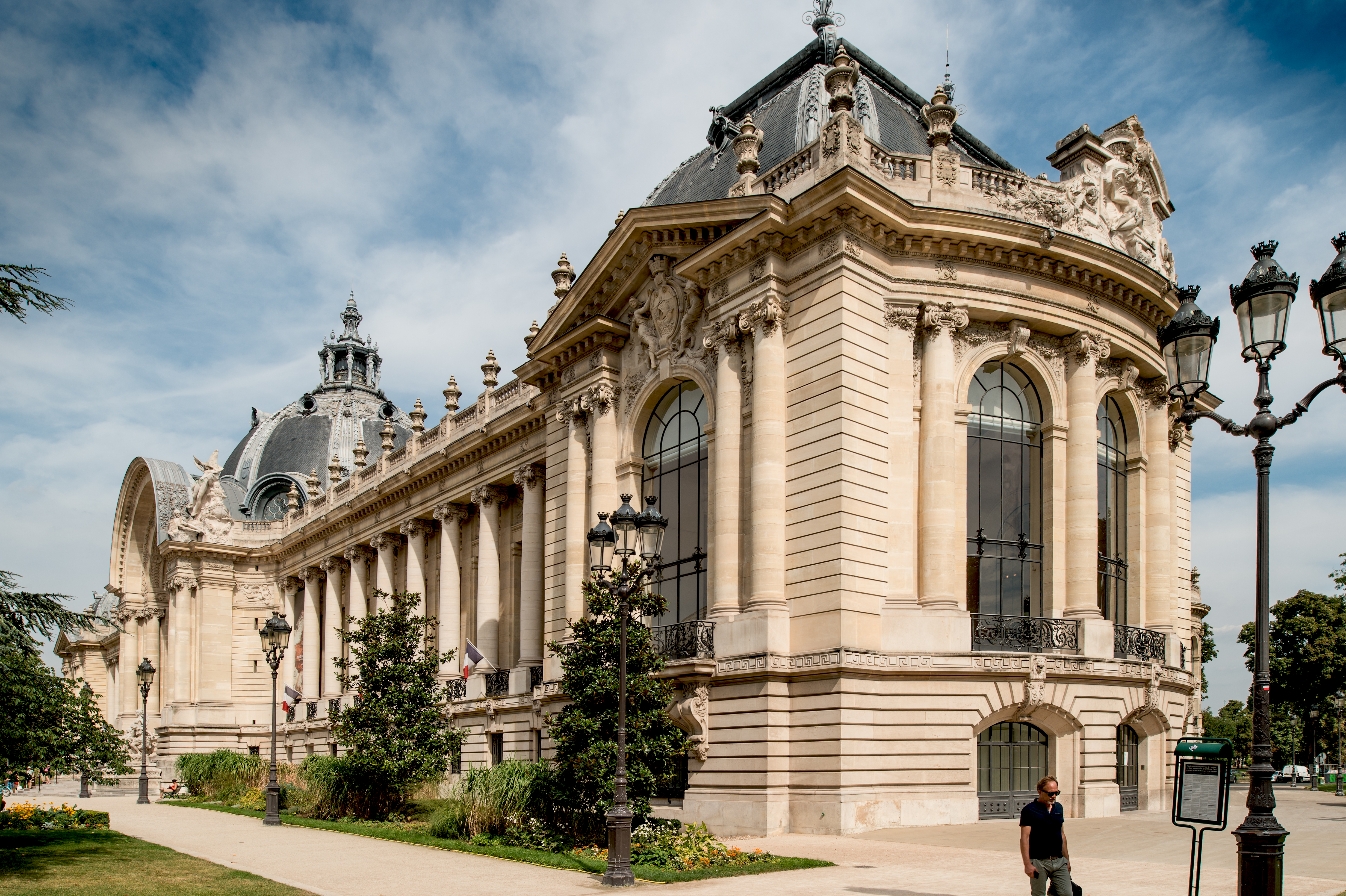
Petit palais, Settembre 2016.

Il Petit Palais (dal francese: Palazzo piccolo) è un padiglione espositivo di Parigi, oggi divenuto museo, che fu progettato per l'Esposizione universale del 1900  dell'architetto  Charles Girault. È situato nell'VIII arrondissement; la facciata d'ingresso corre lungo il viale Winston Churchill (avenue Winston-Churchill). Oggi è classificato come monumento storico da parte della Repubblica francese.
Costruito insieme al Grand Palais - posto dirimpetto - e al ponte Alessandro III, ospita oggi il Museo di belle arti della città di Parigi (Musée des beaux-arts de la ville de Paris). Si trova nello spazio dei Giardini degli Champs Élysées.

## Architettura

### Progetto originario
La composizione del palazzo è organizzata intorno al giardino interno ad emiciclo ed all'esposizione erano dedicate in origine solamente gli ampi locali voltati al piano nobile. Il piano terra, corrispondente al basamento bugnato visibile dall'esterno, nacque in origine come sede degli uffici e dei magazzini, sebbene anch'esso oggi ospiti importanti oggetti da collezione.
La facciata si sviluppa per circa 150 metri, ed è fortemente connotata dal grande arco di ingresso centrale e dalla cupola che lo sovrasta. Colonne di Ordine ionico dalle volute fortemente sporgenti ornano sia l'affaccio su strada che il peristilio semicircolare della corte interna. Numerosi bassorilievi completano la composizione. L'architetto concepì inoltre il padiglione come successione di spazi da illuminare interamente tramite luce naturale, inondandone le sale sia grazie alle ampie finestrature che tramite i maestosi soffitti vetrati a centrovolta.
Le stesse tematiche saranno nuovamente riprese dal progettista Charles Girault pochi anni più tardi nella progettazione del Museo reale per l'Africa Centrale, realizzato a Tervuren - in Belgio - a partire dal 1904.

Il Petit Palais di Parigi viene inoltre spesso accostato al Teatro dell'Opera di Ho Chi Min, progettato negli stessi anni da Eugène Ferret, architetto - tra le sue varie realizzazioni - anche del Casinò di Sanremo.

### Il restauro del XXI secolo
A partire dal 2000 e fino al 2005, il Petit Palais fu sottoposto ad un'accurata opera di rinnovamento e restauro, costata più di 72 milioni di euro e curata dall'architetto Philippe Chaix. L'attuale Museo di belle arti ospitato al suo interno è rapidamente divenuto una delle nuove principali attrazioni cittadine.
L'intervento si è concentrato in maniera particolare sulla rimozione di tutti i tramezzi ed altri elementi aggiunti a posteriori che corrompevano l'ideale originario di palazzo illuminato di giorno solo da luce naturale. Visto il buono stato di conservazione delle strutture originarie, è stato dunque possibile riportare l'edificio alla sua conformazione iniziale. Le grandi finestre che caratterizzano i locali principali affacciano - oltre che su avenue Churchill laddove possibile - anche sulla corte interna, rendendo omogenea e naturale l'illuminazione delle opere d'arte.
La superficie espositiva permanente venne inoltre ampliata, passando dai precedenti 3 000 agli attuali 5 000 metri quadrati disponibili. I locali posti al piano terra - in origine pensati come esclusivamente di servizio - sono stati anch'essi parzialmente aperti al pubblico. Tra le numerose opere ivi esposte, spiccano opere dello scultore e pittore Jean-Baptiste Carpeaux, così come di Paul Cézanne, Gustave Courbet e Auguste Rodin. La sala Ludovico VI ospita invece ceramiche e mobili di particolare pregio.

## La collezione

### Storia delle acquisizioni
A partire dal 1902, il palazzo venne ribattezzato «Palais des beaux-arts de la ville de Paris » e destinato ad accogliere esposizioni temporanee ed una collezione permanente contenente opere databili dall'antichità fino al XIX secolo. Le opere di epoca successiva sarebbero state ospitate al Palais de Tokyo.
La collezione originaria è stata, nel corso degli anni, ampliata grazie a numerose donazioni, tra le quali si possono ricordare per qualità e quantità di opere d'arte i seguenti lasciti:
- Eugène e Auguste Dutuit cedettero le proprie collezioni - comprendenti circa 20.000 opere d'arte - nel 1902. Si contano al loro interno numerosi capolavori della scuola olandese (tra cui un autoritratto di Rembrandt e il Ratto di Proserpina di Rubens), dell'antichità greca e romana, oggetti risalenti al Medioevo ed al Rinascimento, disegni ed incisioni di maestri quali Martin Schongauer, Albrecht Dürer, Rembrandt e Fragonard.
- Edward Tuck e la moglie Julia donarono al museo nel 1930 la propria collezione di oggetti d'arte francese del XVIII secolo.
- Ambroise Vollard donò numerose opere d'arte moderna al museo, tra cui suoi numerosi ritratti ad opera di Pierre Bonnard (1924), Paul Cézanne (1899) ed altri.
- Roger Cabal diede in lascito al museo la propria collezione di icone nel 1998.

Oltre a ricevere donazioni, il museo si è anche impegnato in prima persona nell'acquisto di opere d'arte, specialmente di Gustave Courbet.
Dopo il restauro, il Petit Palais ha aperto le proprie porte anche alla fotografia contemporanea con una grande mostra fotografica sulle civiltà del mondo. Alcune delle immagini esposte vennero in seguito acquisite dal museo stesso.

### Elenco degli artisti in catalogo (non esaustivo)
- Pittura fiamminga e olandese :

| - Jacques Daret - Meindert Hobbema - Jacob Jordaens - Johan Barthold Jongkind - Gabriel Metsu - Frans van Mieris il Vecchio - Adriaen van Ostade | - Rembrandt - Rubens - Jacob van Ruisdael - Jan Steen - David Teniers il Giovane - Abraham de Vries |

- Pittura francese :

| - Jules Adler - Edmond Aman-Jean - Joseph-Marius Avy - Albert Besnard - Pierre Bonnard - Eugène Boudin - Paul Cézanne - Théodore Chassériau - Camille Corot - Gustave Courbet - Jacques-Louis David - Honoré Daumier - Edgar Degas - Eugène Delacroix - Maurice Denis - Gustave Doré - Jean-Honoré Fragonard - Théodore Géricault - Jean-Baptiste Greuze - Jean-Auguste-Dominique Ingres - Nicolas de Largillière | - Le Lorrain - Maximilien Luce - Édouard Manet - Claude Monet - Gustave Moreau - Berthe Morisot - Jean-Baptiste Oudry - Jean-Baptiste Le Paon - Fernand Pelez - Camille Pissarro - Nicolas Poussin - Pierre Puvis de Chavannes - Odilon Redon - Auguste Renoir - Hubert Robert - Georges Rouault - Paul Signac - Alfred Sisley - Henri de Toulouse-Lautrec - Claude Joseph Vernet - Édouard Vuillard |

- Pittura italiana :

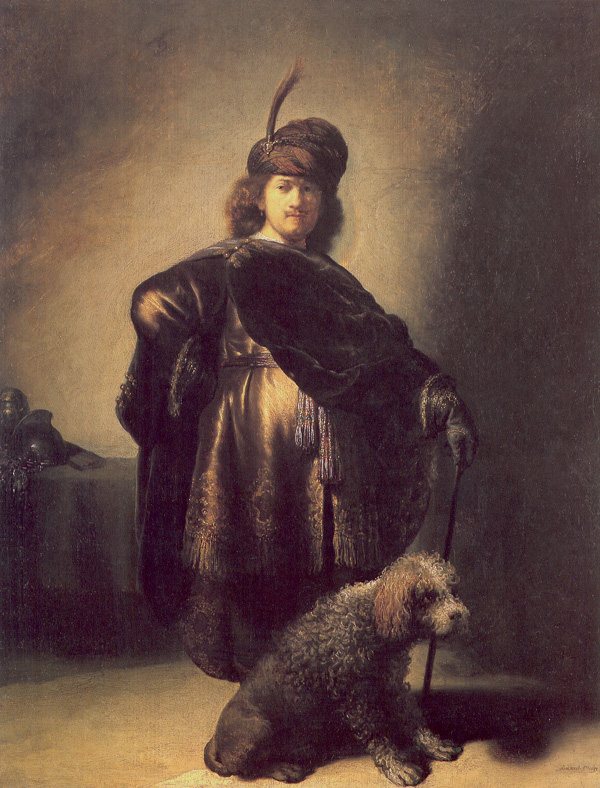
Rembrandt, Autoritratto in costume orientale, olio su tavola, 1631.

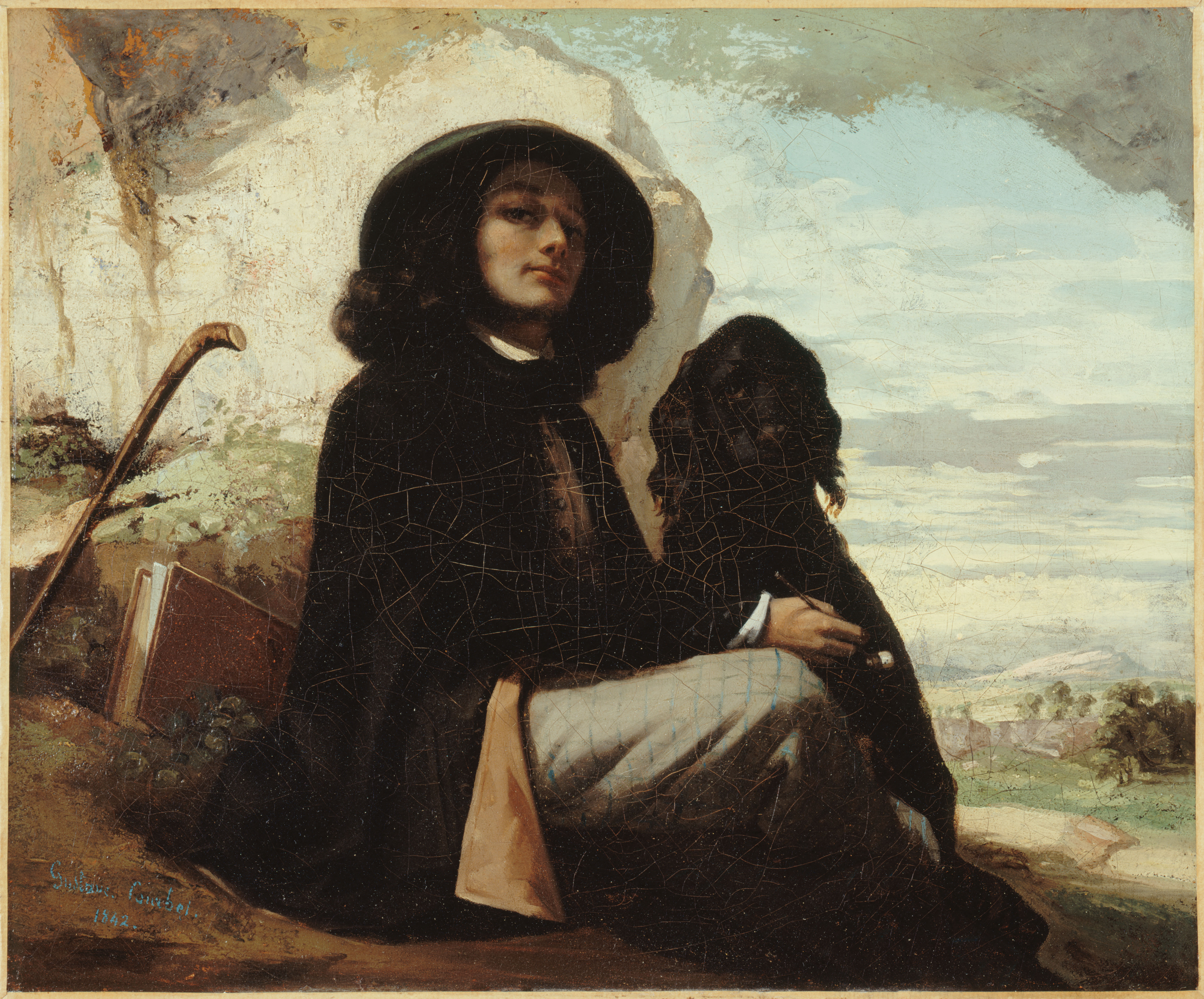
Gustave Courbet, Autoritratto con cane nero, olio su tela, 1841.

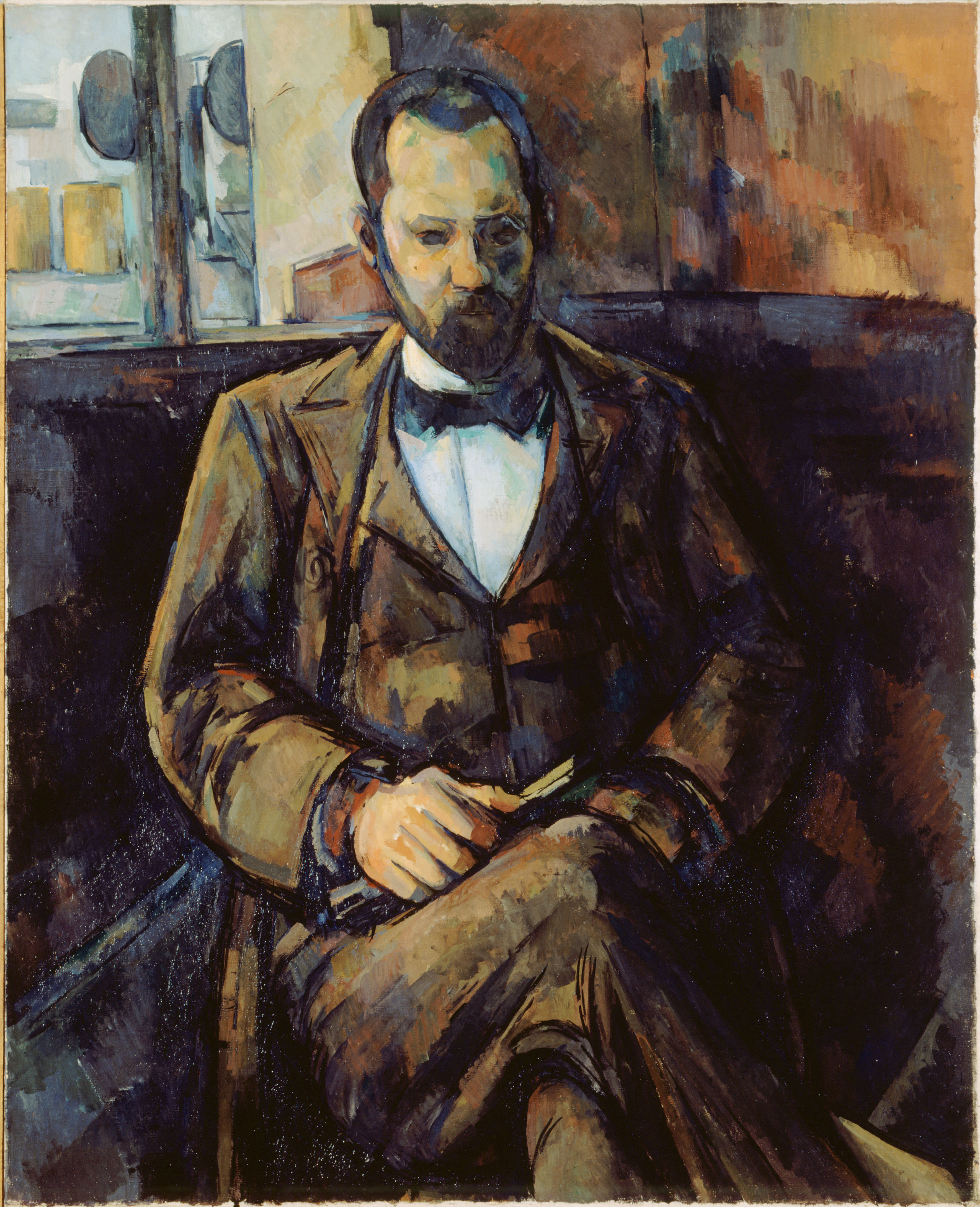
Paul Cézanne, Ritratto di Ambroise Vollard, olio su tela, 1899.

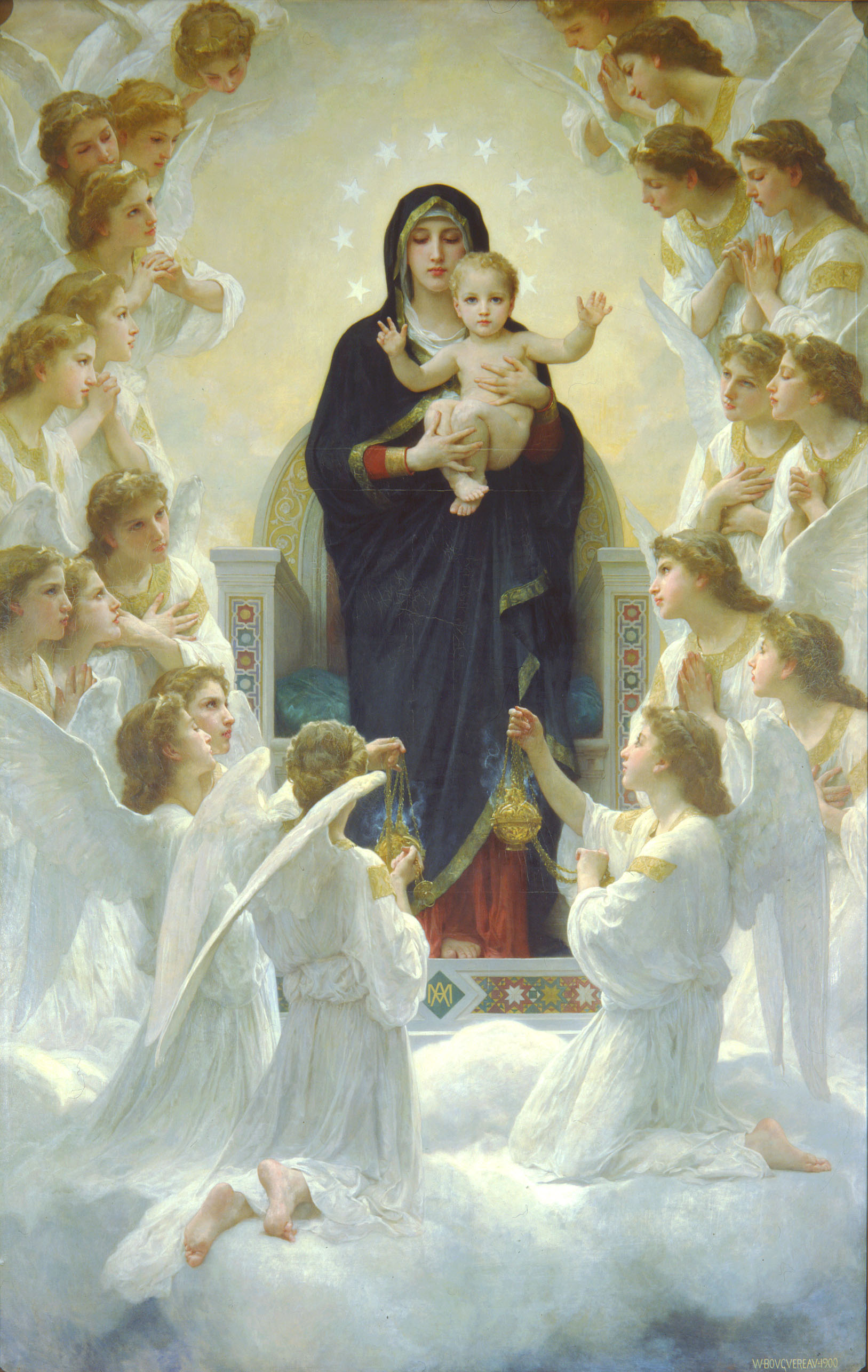
William-Adolphe Bouguereau, Regina Angelorum, olio su tela, 1900 (285 x 185 cm)

| - Andrea Mantegna - Sacra Famiglia con Gesù come Imperator mundi, 1490-1500 circa - Cima da Conegliano - Madonna col Bambino, 1497 - Giambattista Tiepolo |

- Altro

| - Mary Cassatt |

### Scultura
- Émile-Joseph-Nestor Carlier
- Jean-Baptiste Carpeaux
- Jules Dalou
- Pierre Puget
- Auguste Renoir
- Auguste Rodin

### Arti grafiche
Il fondo d'arti grafiche del museo è costituito da circa 18.000 incisioni e 9.000 disegni, antichi e moderni. La collezione di disegni comprende opere di Rembrandt, Jacob van Ruisdael, Adriaen van Ostade, Antoon Van Dyck, Le Lorrain, Antoine Watteau, Jean-Honoré Fragonard e Hubert Robert.
Tra le incisioni si ricordano opere di Martin Schongauer, Albrecht Dürer, Luca da Leida, Rembrandt (una collezione eccezionale di oltre 350 pezzi), Antoon Van Dyck, Jean-Honoré Fragonard e Antoine Watteau.

## Accesso
Il Petit Palais, data la posizione privilegiata è facilmente raggiungibile dalla stazione Champs-Élysées-Clemenceau sulle linee   e  e via Bus RATP tramite le linee 42 e 73